# USS Helena (CA-75)
El USS Helena (CA-75) de la Armada de los Estados Unidos fue un crucero pesado de la clase Baltimore. Fue puesto en gradas en 1943, botado en abril de 1945 y asignado en septiembre de 1945. Fue retirado en 1963.
Fue originalmente denominado Des Moines. Sin embargo, en 1944 cambió a Helena, en honor al crucero ligero USS Helena (CL-50) hundido en 1943.

## Construcción y características
Construido por Bethlehem Steel de Quincy, Massachusetts, fue puesto en gradas el 9 de septiembre de 1943, botado el 28 de abril de 1945 y asignado el 4 de septiembre del mismo año.